# Готалов-Готліб Артемій Григорович
Артемій Григорович Готалов-Готліб (при народженні — Арон Гіршевіч Готалов, після прийняття лютеранства (1886 р.) — Артур Генріхович Готліб, після прийняття православ'я (1914 р.) — Артемій Григорович Готалов-Готліб; нар. 15 січня 1866 — пом. 27 липня 1960) — український історик, доктор педагогічних наук, професор Одеського державного університету імені І. І. Мечникова, один з авторів Енциклопедичного словника Брокгауза та Ефрона. Один з провідних російських методистів з фізичного виховання в школі.

## Життєпис
Народився 15 січня 1866 року у Пскові. Навчався у гімназіях Кам'янець-Подільського та Кишинева.
У 1892 році закінчив історико-філологічний факультет Імператорського Новоросійського університету, Випускна робота була присвячена римській історії та виконана під керівництвом визначного вченого візантиніста Федіра Івановича Успенського.
Після закінчення університету викладав в середніх навчальних закладах Одеси, Пскова та Санкт-Петербурга, де до 1903 р. викладав у кадетському корпусі. У цей час став співробітником Енциклопедичного словника Брокгауза та Ефрона та автором десятків ґрунтовних статей з історії освіти і всесвітньої історії.
У 1899–1915 рр. був постійним членом урядової комісії з реформи середньої школи.
В 1903 р. був призначений директором гімназії в Ялті, згодом працював у навчальних закладах Кишинева та Пскова.
У 1918–1920 рр. викладав у жіночій гімназії в Черкасах, реальному училищі і школах Одеси.
В 1919 р. в Одесі взяв участь в організації найбільшого в країні будинку для безпритульних дітей під назвою «Дитяче містечко імені Комінтерну», яким деякий час завідував.
У 1920 році взяв участь у створенні Одеського інституту народної освіти, де викладав всесвітню історію та історію педагогіки, керував студентським педагогічним семінаром. В 1925 році присвоєно вчене звання професора першої (вищої) категорії.
Під час закордонних відряджень (1900, 1902, 1903, 1907, 1908, 1912, 1925 рр.) до Швейцарії, Франції, Німеччини, Австрії, Чехословаччини всебічно ознайомився з системами освіти, що склалися у європейських країнах. Аналіз побаченого та спостереження вченого були глибоко висвітлені у його наукових публікаціях.
У 1927–1940 рр. працював в інститутах Москви, Харкова, Києва.
В 1940 р. йому без захисту дисертації був присуджений науковий ступінь доктора педагогічних наук. Цього ж року повернувся до Одеси, де став професором Одеського державного університету. Залишившись в Одесі в період окупації міста румунсько-німецькими військами, тимчасово припинив свою викладацьку діяльність.
Після визволення Одеси в 1944 році повернувся до роботи: виконував обов'язки декана історичного факультету Одеського державного університету (1944–1946 рр.). Одночасно завідував двома кафедрами: історії стародавнього світу та археології і педагогіки, а з 1946  року— лише кафедрою педагогіки. В університеті читав курси історії слов'янських народів та Візантії.
У 1952 році вийшов на пенсію, проте й після цього продовжував читати спеціальні курси та керувати аспірантами.
А. Г. Готалов-Готліб помер в Одесі 27 липня 1960 року. Похований на Другому християнському цвинтарі.

## Науковий доробок
Коло інтересів наукової діяльності, що тривала майже 70 років, було надзвичайно широким. П. О. Каришковський з цього приводу писав: «Коло наукових інтересів проф. А. Г. Готалова-Готліба було широким та різнобічним: історія Візантії та слов'янських народів, історія античного миру та його культури, класична філологія та археологія, нарешті, педагогіка і психологія — усі ці дисципліни перебували у полі його зору. …З-під його пера вийшло понад 200 праць — монографій, статей, заміток, рецензій, популярних брошур, значна частина яких пов'язана з історією педагогічних та суспільних ідей. Смерть обірвала його роботу над трьома монографіями — „Нариси військового устрою Візантії“, „Питання народної освіти у Франції напередодні буржуазної революції XVIII ст.“, „Історія Рішельєвського ліцею в Одесі“. Дві останні книги були практично завершені».
Ґрунтовно вивчав історію Одеси. В колективній праці Одесса: «Очерк истории города-героя» був автором трьох розділів: «Предыстория Одессы», «Образование города и его развитие в первые десятилетия» та «Одесса в 30-50-х годах XIX ст.». Також слід згадати рукописну працю «Материалы для истории народного образования в Одессе: Историографический очерк», перша частина якої зберігається у відділі рукописів Одеської Національної наукової бібліотеки імені М. Горького.
Внесок А. Г. Готалова-Готліба в історичну науку, зокрема, у вивчення античності та Середньовіччя високо оцінювали інші вчені, зокрема, професор П. О. Каришковський. Водночас негативно оцінював Готалова-Готліба в своїх спогадах С. Я. Боровой (проте це не стосувалося діяльності Готалова-Готліба, як науковця).
Був автором десятків праць з педагогіки, зокрема, з порівняльної, в яких досліджувався стан освіти та педагогічної думки в Німеччині, Швейцарії, Італії, Чехословаччині та ін., а також в Російській імперії, Україні та СРСР в різні епохи. Сучасні вчені високо оцінюють внесок А. Г. Готалова-Готліба у педагогічну науку.

## Наукові публікації
- Папство. Теория папской власти // Энциклопедический словарь/ Ф. А. Брокгауз, И. А. Ефрон. — Т. 44. — СПб., 1897;
- Университет // Энциклопедический словарь / Ф. А. Брокгауз, И. А. Ефрон. — Т. 68. — СПб., 1902
- Очерк народного образования Швейцарии. — СПб, 1907.
- Нові школи в Німеччині. — Одеса: Держ. вид-во України, 1927.
- Критичні зауваження про уніфіковану систему народної освіти перехідної доби в СРСР // Шлях освіти. — 1929. — № 1 — 2. — С. 12 — 28.
- Ф. И. Успенский как профессор и научный руководитель // Византийский временник . — 1947 . — т. 1.
- Академик Ф. И. Успенский как профессор и научный руководитель (по личным воспоминаниям). — Одесса: ОГУ им. И. И. Мечникова, 1947.
- Очерк истории города-героя. — Одесса, 1957. [розділи: Предыстория Одессы; Образование города и его развитие в первые десятилетия; Одесса в 30-50-х годах XIX ст.];
- Материалы для истории народного образования в Одессе: Историографический очерк. — Ч. 1 (1801—1870). — Б.м., Б.г.;
- Ришельевский лицей — предшественник Новоросийского (Одесского) университета: историографическое исследование. — Б.м.: Б.и.
- Народное образование в б. Одесской губернии под влиянием голода и разрухи 1921-22 годов. — Б.м., Б.г.

## Нагороди
- Орден «Знак Пошани»